# فوندس فيريتيس
فوندس فيريتيس هي مدينة من مدن هايتي. يبلغ عدد سكانها 40,224 نسمة وذلك حسب إحصائيات سنة 7 أغسطس 2003. يبلغ ارتفاع المدينة عن سطح البحر قرابة 950 متر. تبلغ مساحتها 288.2 كم².